# Hjälmarbaden
Hjälmarbaden är en småort i Örebro kommun, belägen cirka 10 kilometer öster om Örebro nära Ekeby-Almby, vid södra stranden av Hjälmarens innersta fjärd Hemfjärden.
Området uppfördes i början av 1900-talet som ett sommarstugeområde för örebroare. Sedan 1990-talet har åretruntboendet ökat successivt.  
I det forna sommarstugeområdet har allt fler villor byggts, varav de flesta är byggda från 1930-talet fram till 2000-talet.
Genomsnittsytan per tomt är cirka 1500–2000 kvadratmeter och en del av fastigheterna har giltiga servitut att bygga brygga, medan andra inte har ett sådant servitut.
Hjälmarbaden ingår i cykelleden "Hemfjärden runt" och är en av de närmaste badplatserna i Hjälmaren för örebroare. På platsen finns en kommunal badplats.